# Angelo il custode
Angelo il custode è una serie televisiva andata in onda nel 2001, diretta da Gianfrancesco Lazotti. Protagonista è Lino Banfi: interpreta un emigrato in Argentina che deve ritornare al Paese natale per dimostrare alla burocrazia italiana di essere ancora vivo.

## Trama
Angelo De Vita, emigrato da anni in Argentina, è costretto a rientrare in Italia a causa di un errore burocratico per cui risulta deceduto. Qui ritrova dopo tanti anni Elisa Anselmi, una sua vecchia fiamma che attualmente, dopo essersi separata dal marito Rocco, gestisce insieme al figlio Adriano un circolo ricreativo. In attesa di risolvere i suoi problemi burocratici, Angelo accetta di lavorare come custode del circolo e diviene ben presto un vero e proprio angelo custode per Elisa e la sua famiglia, aiutando Adriano a riavvicinarsi alla moglie Simona e i loro due figli Sara e Ghigo a risolvere i loro problemi. Angelo riceve spesso in sogno la visita del suo defunto amico Giovannino deciso a rivelargli un importante segreto, che alla fine si rivelerà riferirsi a una cospicua eredità che avrebbe lasciato all'amico: si scoprirà così che a far dichiarare morto Angelo erano stati i figli dello stesso Giovannino, con l'intento di accaparrarsela. Proprio grazie all'eredità, e con l'aiuto di Rocco, Angelo farà in modo che Elisa non sia costretta a vendere il circolo, e deciderà di restare con lei e non far più ritorno in Argentina.

## Ascolti
| Puntata                       | Prima TV Italia | Telespettatori | Share  |
| ----------------------------- | --------------- | -------------- | ------ |
| 1 - La vita è una sorpresa    | 1º aprile 2001  | 7 509 000      | 29,18% |
| 2 - L'ostaggio                | 8 aprile 2001   | 6 753 000      | 26,53% |
| 3 - Sindrome cinese           | 15 aprile 2001  | 4 029 000      | 19,50% |
| 4 - La sfida                  | 22 aprile 2001  | 4 899 000      | 18,09% |
| 5 - Senza famiglia            | 29 aprile 2001  | 4 580 000      | 18,97% |
| 6 - Padre a sorpresa          | 6 maggio 2001   | 5 215 000      | 21,37% |
| 7 - Promesso sposo            | 20 maggio 2001  | 4 430 000      | 18,86% |
| 8 - Una cosa molto importante | 27 maggio 2001  | 4 173 000      | 18,60% |